# Etzweiler
Etzweiler egy település volt Németországban, Elsdorf közelében.

## Története
Etzweiler első írásos említése 1141-ből származik. A lakóit a 7 km-re fekvő Neu-Etzweilerbe telepítették át, majd 2006-ra a települést teljesen lebontották, hogy a területén fellelhető barnakőszén-készlet kiaknázásra kerülhessen. A falunak a kitelepítés előtt 1000 lakosa volt.

## Külső hivatkozások
- Etzweiler - A modern German ghost town